# Grete Grander
Grete Grander (* 25. Juni 1942 in St. Johann in Tirol) ist eine ehemalige österreichische Skirennläuferin. Sie erreichte Ende der 1950er- und Anfang der 1960er-Jahre mehrere Siege und Podestplätze in internationalen Rennen, ehe sie 1962 nach schwerer Verletzung ihre Karriere beenden musste.

## Biografie
Grander begann im Alter von drei Jahren mit dem Skilauf. Ihr Nachbar Hias Noichl, ein erfolgreicher Skilangläufer, entdeckte ihr Talent und brachte sie zum Skiclub St. Johann, wo ihr regelmäßiges Training ermöglicht wurde. Nach Siegen bei den Clubmeisterschaften und Schülermeisterschaften auf Bezirks- und Landesebene wurde Grander in den Jahren 1958 und 1959 viermal Österreichische Jugendmeisterin. Nach ihrer Aufnahme in den Kader des Österreichischen Skiverbandes erreichte Grander Ende der 1950er-Jahre auch ihre ersten Erfolge auf internationaler Ebene, allen voran mit dem Sieg im Abfahrtslauf in Crans-Montana 1959. Nachdem sie in der Saison 1959/1960 längere Zeit verletzungsbedingt pausieren musste, erreichte Grander im Winter 1960/1961 wieder mehrere Podestplätze: Sie wurde Zweite im Riesenslalom von Crans-Montana und jeweils Dritte im Slalom von Saint-Gervais-les-Bains sowie in der Abfahrt von Chamonix. Bei den Österreichischen Meisterschaften 1961 erreichte sie als Zweite des Slaloms ebenfalls einen Podestplatz.
In der nächsten Saison 1961/1962 erzielte Grander vor allem in der Abfahrt gute Resultate. Mit einem Sieg in Gröden sowie zwei dritten Plätzen in Lenzerheide und bei den SDS-Rennen in Grindelwald erreichte sie den ersten Platz in der FIS-Abfahrtsrangliste 1962. Dennoch konnte sie nicht bei den Weltmeisterschaften 1962 in Chamonix antreten, da ihr Startplatz kurzfristig an Marianne Jahn vergeben wurde, um dieser nach ihren Siegen in Slalom und Riesenslalom die Teilnahme an der Kombination zu ermöglichen. Grander kam in der WM-Abfahrt nur als Vorläuferin zum Einsatz und fuhr nach inoffiziellen Messungen die schnellste Zeit des Tages. Vier Wochen nach der Weltmeisterschaft zog sich Grander beim Arlberg-Kandahar-Rennen in Sestriere schwere Verletzungen zu. Sie erlitt einen Schädelbasisbruch und eine Hirnblutung und war mehrere Wochen in kritischem Zustand. Sie erholte sich zwar gesundheitlich wieder vollständig, musste aber ihre Karriere auf Anraten der Ärzte beenden. Grander absolvierte die Ausbildung zur Krankenpflegerin und wurde 1970 Mutter einer Tochter.

## Erfolge in FIS-Rennen
- Siege:
  - Abfahrt in Crans-Montana 1959
  - Abfahrt in Gröden 1962
- Zweite Plätze:
  - Riesenslalom in Crans-Montana 1961
- Dritte Plätze:
  - Slalom in St. Gervais 1961
  - Abfahrt in Chamonix 1961
  - Abfahrt der SDS-Rennen in Grindelwald 1962
  - Abfahrt in Lenzerheide 1962